# Lutamator hurleyi
Lutamator hurleyi är en kräftdjursart som beskrevs av Edward Bradford 1969. Lutamator hurleyi ingår i släktet Lutamator och familjen Aetideidae. Inga underarter finns listade i Catalogue of Life.